# М'ясо-пептонний агар

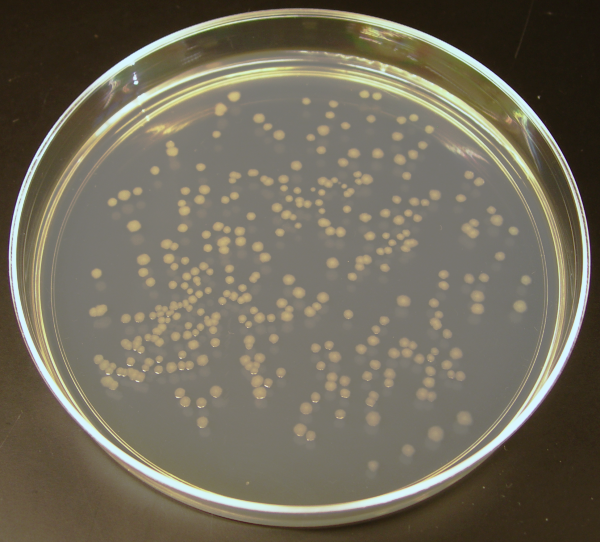
Колонії E. coli на МПА

М'ясо-пептонний агар (МПА)— найпоширеніше універсальне поживне середовище в мікробіологічних дослідженнях.

## Склад
- ферментативний пептон
- екстракт м'яса (1:2)
- натрію хлорид
- глюкоза
- агар-агар

## Опис
Препарат являє собою щільне поживне середовище жовтого кольору.
Випускається у вигляді щільної поживного середовища по 300 мл в скляних флаконах, відкупорених пробками завальцьованих алюмінієвими ковпаками.

## Призначення
Використовується для культивування та вивчення культуральних властивостей різних мікроорганізмів.
Можливе використання препарату як поживної основи для приготування різних поживних середовищ цільового призначення.

## Зберігання
Строк придатності — 2 роки. Зберігається середовище герметично закритим при температурі від 2 до 25 °C в місцях, захищених від  прямого попадання сонячних променів.

## Приготування
До 1 л м'ясо-пептонного бульйону додають 15-20 г дрібно нарізаного агар-агару. Середовище нагрівають до розчинення агару (температура плавлення його 100 °С, застигання -40 ° С), встановлюють слаболужну реакцію середовища 20%-ним розчином Na2CO3, a і через воронки розливають у пробірки (але 10 мл для розливок в чашки - агар стовпчиком і по 5 мл для отримання скошеного, похилого агару). При розливці агару необхідно стежити потім, щоб краї пробірки були сухими, інакше пробки прилипають до скла. Пробірки із середовищем стерилізують в автоклаві при 120 ° С протягом 20 хв. 
Існує також інший варіант середовища - м'ясо-пептона желатина (МПЖ), де замість агару для затвердіння середовища використовують желатин. В 1 л бульйону м'ясопептонного додають 100-150 г желатини. Температура плавлення залежить від процентного вмісту в середовищі. 10% желатина плавиться при 24 ° С, 15% - при 25 °. У літню пору середовища готують, додаючи 15% желатини. Після розчинення желатини при обережному нагріванні в середовищі встановлюють слаболужну реакцію (як і для МПБ і МПА), кип'ятять протягом 5 хв, потім охолоджують - до 40-50 °С. Одночасно яєчний білок збивають з невеликою кількістю води, вливають його в охолоджену желатинову середу, добре збовтують і знову нагрівають. Середовище після випадання білків стає прозорим. Його фільтрують через гарячу воронку, розливають у пробірки і стерилізують у кип'ятильнику Коха текучим паром, прогріваючи середовище по 30 хв через 24 год три рази.